# Catharine Sedgwick
Pour les articles homonymes, voir Sedgwick.
Catharine Sedgwick, née le 28 décembre 1789 à  Stockbridge, bourgade du comté de Berkshire, dans l'État du Massachusetts et morte le 31 juillet 1867 à Boston dans le même État, est une femme de lettres américaine du courant dit du Sentimental Novel mouvement littéraire né à la fin du XVIIIe siècle au Royaume-Uni mettant en valeur la vie émotionnelle, mouvement qui s'oppose au rationalisme littéraire de la littérature augustine (style littéraire britannique) (en). Ses romans sont une critique du puritanisme et de l'hypocrisie de la bourgeoisie de la Nouvelle Angleterre et font partie des œuvres fondatrices de la littérature américaine. Ses romans sont également considérés les plus innovants de son époque au sein des États-Unis, notamment parce qu'elle a fait partie des premiers écrivains à décrire de façon réaliste les scènes locales, les traditions et usages locaux, les caractères de ses personnages sans fioritures stylistiques aucune.  
Comme Lydia Sigourney Lydia Maria Child, Catharine Maria Sedgwick s'inscrit dans le courant de la Republican motherhood (en), « maternité républicaine », selon lequel les femmes américaines sont plus responsables que les hommes, qu'elles sont plus vertueuses, qu'elles sont les gardiennes des valeurs civiques de la jeune république américaine, et par conséquent elles ont un rôle majeur à jouer pour l'éducation des générations futures ; pour cela les femmes se doivent d'être instruites et c'est ainsi que ce créent les premières académies pour femmes dans les années 1790. Ce mouvement jouera un rôle important pour le droit de vote des femmes et l'abolition de l’esclavage.

## Biographie

### Jeunesse et formation

#### Une famille de notables
Catharine Maria Sedgwick est la quatrième fille et la neuvième enfant de Theodore Sedgwick, militaire, sénateur et président de la Chambre des représentants des États-Unis en 1799 et de sa seconde épouse Pamela Dwight, descendante de deux familles patriciennes de la vallée du Connecticut dans la Nouvelle Angleterre, la Famille Dwight (en) et les Williams dont l'un de ses grands-parents, Ephraim Williams (en) est le fondateur du Williams College. Cela dit, Theodore Sedgwick est obligé de par ses fonctions électives de s'éloigner de son domicile. Éloignements mal vécu par Pamela Dwight Sedgwick à la santé fragile, elle est sujette à des épisodes dépressifs, pendant ces périodes c'est une domestique afro-américaine, Elizabeth Freeman, surnommée Mah Bet puis Mumbet par Catharine Maria Sedgwick, qui prend la relève auprès des enfants et pour les tâches d'entretien de la maison. Mumbet transmet à la jeune Catherine un amour inconditionnel de la justice, de repérer les comportements humains justes et injustes, d'intégrité sans faille, une volonté inébranlable dans les prises de décision. Cette relation crée un lien intime entre Mumbet et la jeune Catharine Sedgwick, pour elle, Mumbet est plus qu'une nourrice, c'est une mère,,,,,.

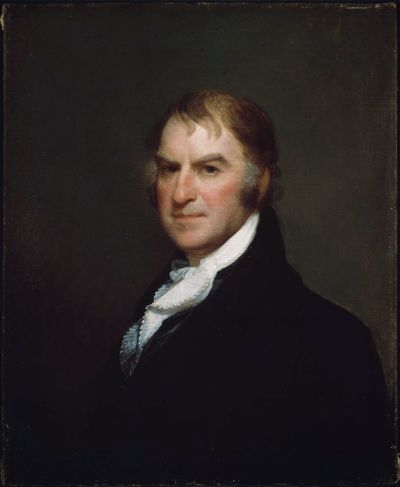
Theodore Sedgwick.

#### Un père abolitionniste
Theodore Sedgwick, en tant qu'homme politique, œuvre pour mettre fin à l'esclavage, plus particulièrement dans le Massachusetts. Il plaide pour la libération des esclaves dans le procès William Greenwood versus Benjamin Curtis de mars 1810,. Il fait partie de la Pennsylvania Abolition Society, première société antiesclavagiste de l'Amérique du Nord. Fidèle à ses convictions, il affranchit Mumbet qui devient une domestique dévouée à la famille Sedgwick. Paradoxalement il participe à la rédaction du Fugitive Slave Act du 12 février 1793, son recul vis-à-vis de l'abolition de l’esclavage est probablement dû aux fortes résistances de l'époque, notamment au sein des États du sud. Malgré tout, son engagement abolitionniste motive ses enfants Catharine Sedgwick, Henry Sedgwick et Theodore Sedgwick, Jr..

#### Une éducation littéraire et politique
Dès ses douze ans, Catharine Sedgwick s'intéresse à des livres d'auteurs aujourd’hui oubliés comme les Letters from the dead to the living de Thomas Brownou Economy of Human Life d'Anna Laetitia Barbauld et autres livres et auteurs.
Pour ses études secondaires, Catharine Sedgwick acquiert la meilleure formation possible qu'une jeune femme de l'époque peut recevoir dans des académies pour femmes comme l'Albany Academy for Girls (en) dirigée par miss Bell et la Finishing school de Boston par une certaine Miss Payne,,.
Parallèlement, son père, Theodore Sedgwick, lui lit en soirée des pièces de Shakespeare, le Don Quichotte de Cervantès, des œuvres du philosophe David Hume, le poème  Hudibras de Samuel Butler, etc,.
La formation littéraire et politique que lui a prodigué son père la rapproche d'écrivains tels Fenimore Cooper, Washington Irving, William Cullen Bryant et des tenants du Parti fédéraliste, cela dit, Catharine Sedgwick rejoint ultérieurement le jeune Parti démocrate dont elle sera une ardente partisane. Comme les trois écrivains précités, elle est animée par un esprit rebelle.

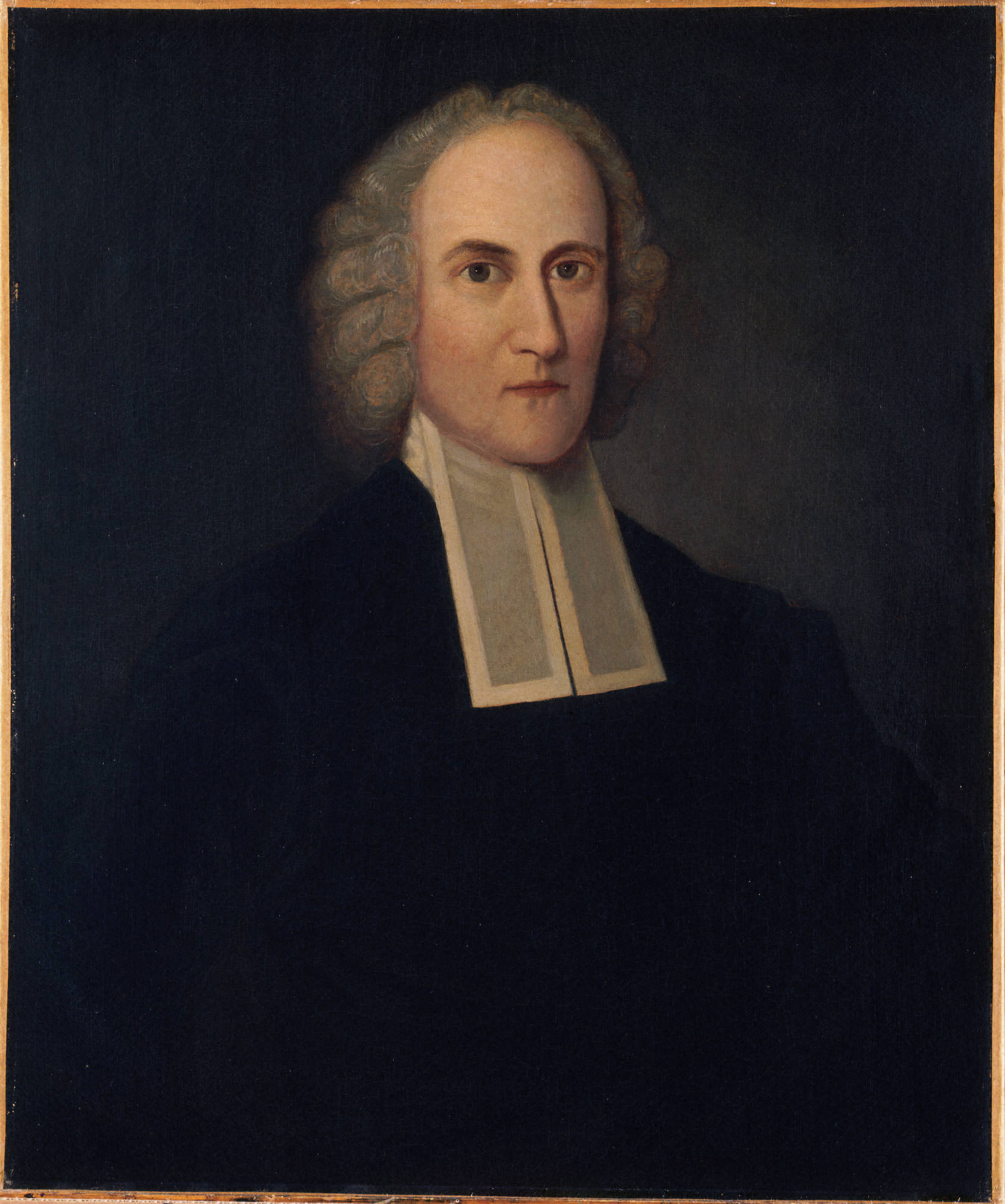
Jonathan Edwards.

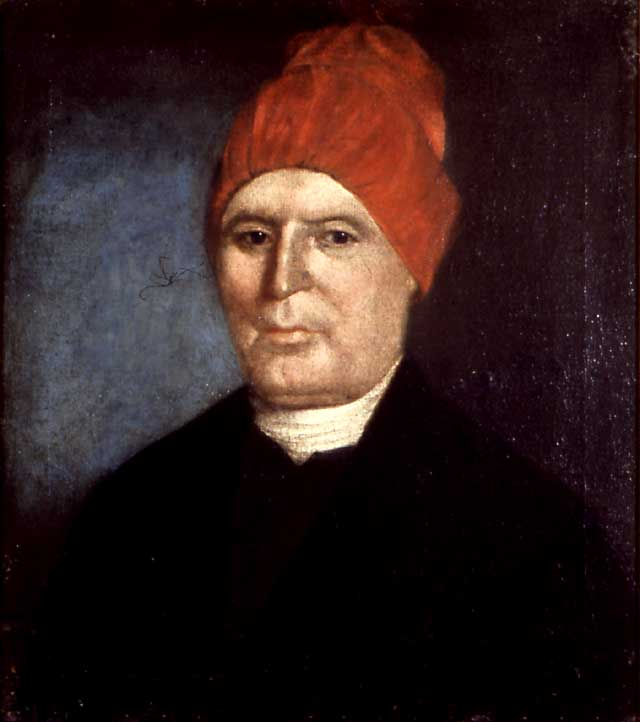
Samuel Hopkins.

#### Des ancêtres calvinistes
Parmi les ancêtres de Catharine Sedgwick figurent plusieurs clercs calvinistes comme le théologien Jonathan Edwards, dont un de ses successeurs est le théologien congrégationaliste Samuel Hopkins (théologien) (en) qui s'est fait notamment connaître par ses positions antiesclavagiste. Samuel Hopkins fonde un mouvement l'« Hopkinsianism » qui se veut l'ultime rempart du calvinisme, il a pour disciple le révérend Stephen West. Ce dernier comme Samuel Hopkins a une grande influence sur la pensée religieuse de Catharine Sedgwick et celle d'Harriet Beecher Stowe. Pendant sa jeunesse, Catharine Sedgwick, accompagnée de sa sœur aînée Elizabeth, se rend régulièrement à l'église de Stockbridge pour écouter les sermons de Stephen West. Elle reste calviniste jusqu'à sa trentaine où elle rejoint l'unitarisme,.

#### Tragédies et conversion
En 1807, Catharine Sedgwick, âgée de 17 ans, est endeuillée par la mort de sa mère. Son père se remarie en 1808, et elle doit faire face à la difficulté d'accepter de vivre avec sa belle-mère, Penelope Russell, une femme aux principes rigides. Les relations sont à ce point tendues qu'elle passe les hivers à New York chez son frère aîné. La disparition de son père en 1813 lui fait remettre en question l’austérité du calvinisme. En 1821, au grand dam de ses sœurs, convaincue de l'hypocrisie du calvinisme, elle le quitte pour rejoindre l'unitarisme à l'Unitarian Meeting House de New York en compagnie de ses frères Robert et Henry,.

### Carrière littéraire

#### A New England Tale

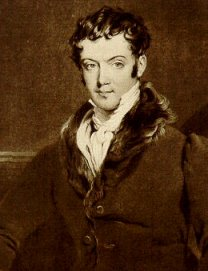
Washington Irving.

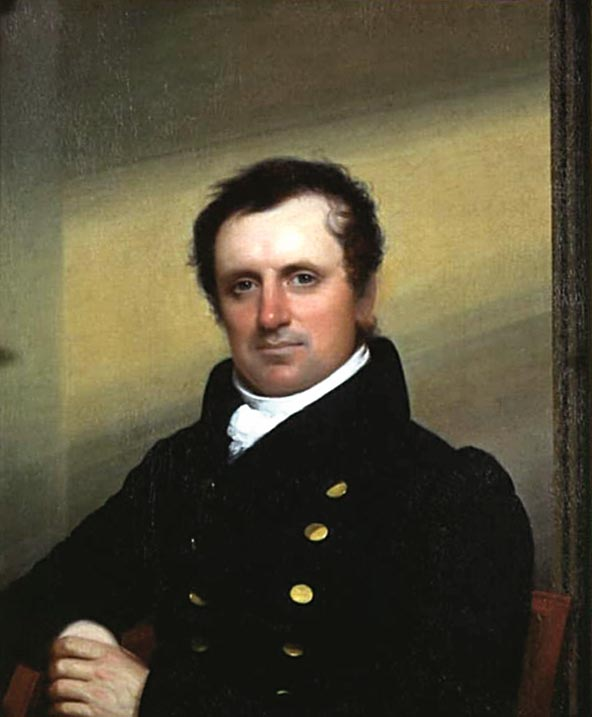
James Fenimore Cooper.

En 1822, Catharine Sedgwick publie son premier roman A New England Tale : Or, Sketches Of New England Character And Manners, qui remporte un succès immédiat, c'est la première œuvre littéraire écrite par une femme qui atteint une telle notoriété. Ce roman raconte la vie d'une orpheline, Jane Elton, laissée au bon soin de sa tante Mrs Wilson. Celle-ci se complaît à réprimander Jane pour ses maladresses supposées alors qu'elle porte aux nues ses enfants, Davis et Elvira, qui sont, l'un comme l'autre, dépravés et malveillants. Par ailleurs, Jane se lie d'amitié avec un quaker Mr. Lloyd qu'elle épouse à la fin du roman. C'est l'occasion pour Catharine Sedgwick de décrire des portraits de personnages du comté de Berkshire avec leurs hypocrisies, leurs secrets inavouables, leur corruption de la justice et autres malfaisances sous des apparences de vertus. Elle fait également une satire vive du calvinisme derrière lequel se cachent les hypocrites,,,. 
Catharine Sedgwick utilise le dialecte de la Nouvelle Angleterre ainsi que les expressions familières présentes dans la langue de ceux qu'on nomme les Yankees, cette utilisation fait d'elle une pionnière de la littérature américaine, se différenciant de la littérature anglaise, aux côtés du dramaturge Royall Tyler (en)  et de Seba Smith (en),. 
La publication de A New England Tale est faite en même temps que Le Livre d'esquisses de Washington Irving, le roman L'Espion (Un épisode de la guerre d'indépendance) (en) de Fenimore Cooper et les premiers recueils de poèmes de William Cullen Bryant. Parutions qui marquent le lancement et le développement d'un nouveau mouvement littéraire spécifiquement américain. Son livre fut critiqué par les calvinistes, comme livre immoral, dangereux, d'autant plus que son héroïne Jane Elton devient pour ses lecteurs une figure des Yankees. 

#### Redwood: A Tale
En 1824,  Catharine Sedgwick publie son second roman Redwood : A Tale de façon anonyme, sa réception est plus que favorable, les critiques le comparent aux romans de Fenimore Cooper  ou de Sir Walter Scott. Des débats posent l'identité de l'auteur, plusieurs attribuent le roman à Fenimore Cooper... Ce roman a pour cadre le poids des conventions sociales au sein d'une famille les Redwood. Description qui est l'un des premiers exemples du roman réaliste américain,. 
Redwood a pour cadre la vie d'une famille aristocratique du Vermont les Redwood.  Les principaux protagonistes sont Henry Redwood, sa fille Caroline Redwood  et la famille Lennox, dont  Debbie Lennox et une invitée de la famille Lennox, Ellen Bruce. Henry Redwood a le bras fracturé à la suite d'un accident de calèche pendant un orage où les chevaux effrayés l'ont renversé. Il est recueilli par les Lennox, une famille de fermiers, qui lui proposent de rester chez eux en attendant son rétablissement. Si Henry Redwood accepte la proposition en revanche Caroline Redwood la refuse au prétexte que les Lennox sont socialement des « inférieurs ». À partir de là plusieurs personnages font leur apparition sur fond d'intrigues plus ou moins tragiques. D'après la critique Mary Michael Welsh,  Redwood marque une maturité de l'écriture Catharine Sedgwick.   
Le roman Redwood  est un succès de deux côtés de l'Atlantique, il est édité en Grande Bretagne, traduit en français, espagnol, italien, suédois, allemand. William Cullen Bryant ne tarit pas d'éloges à son sujet, dans un article de la North American Review, il y salue plus particulièrement le réalisme du roman, les talents d'observation de Catharine Sedgwick qui n'écrit pas selon son imagination mais par ce qu'elle voit et entend.    

#### Hope Leslie
En 1827,  Catharine Sedgwick publie Hope Leslie qui est considéré par la critique comme son meilleur roman qui emporte un succès immédiat, populaire qui ne s'est jamais vu depuis le roman Charlotte Temple (en) de la romancière Susanna Rowson publié en 1791. Par  sa description de la vie quotidienne le poids du puritanisme, la difficulté des femmes à s'émanciper des hommes Hope Leslie est aussi associé à A Sketch of Connecticut Forty Years Since de la romancière et poète Lydia Sigourney. L'une comme l'autre posent le problème de la place des femmes, des Amérindiens, des Afro-Américains dans la nation américaine, ne sont-ils refoulés dans les récits historiques fondant la nation ? L'une comme l'autre interrogent les stéréotypes dominants issus du puritanisme falsifiant l'histoire en reléguant aux marges, voire à l'obscurité les femmes, les Amérindiens, les Afro-Américains, les femmes sont cantonnés à la servitude de la vie domestique comme les Amérindiens et Afro-Américains ne peuvent être que des asservis,,.   
Catharine Sedgwick dans Hope Leslie fait mention de la Guerre des Pequots où elle est la première à revoir de façon critique l'historiographie de leur massacre. Pour cela, elle a consulté les livres traitant de la question comme  A Narrative of the Indian Wars in New-England  de William Hubbard (clerc) (en),   A Complete History of Connecticut, Civil and Ecclesiastical, from the Emigration of Its First Planters from England, in 1630, to the Year 1764 de Benjamin Trumbull (en), le journal de John Winthrop (avocat), Magnalia Christi Americana (en) de Cotton Mather, ce dernier est cité plusieurs fois dans Hope Leslie,.   

#### Les romancières américaines contemporaines

Portrait photographique de Lydia Maria Child.

Lorsque  Catharine Sedgwick publie Hope Leslie, c'est dans le contexte de la Nouvelle Angleterre puritaine et des premiers romans historiques comme ceux de Lydia Maria Francis Child, inspirée par Walter Scott, avec la publication de Hobomok, A Tale of Early Times en 1824 , roman qui se présente comme une histoire du puritanisme américain, et la publication en 1826  de Peep at the Pilgrims de Harriet Vaughan Cheney (en) qui se veut une histoire des Pères pèlerins comme les fondateurs des libertés civiles et religieuses. Romancières qui comme leurs collègues masculins font l'apologie du puritanisme.  
Hope Leslie rompt avec les romanciers qui font d'une manière ou d'une autre l'apologie du puritanisme ou tout du moins l'accepte sans recul. Catharine Sedgwick fait une relecture de l'histoire de la Nouvelle Angleterre en questionnant ses mythes fondateurs qui nient la place des femmes, des Amérindiens, des Afro-Américains.    

#### La littérature pour la jeunesse

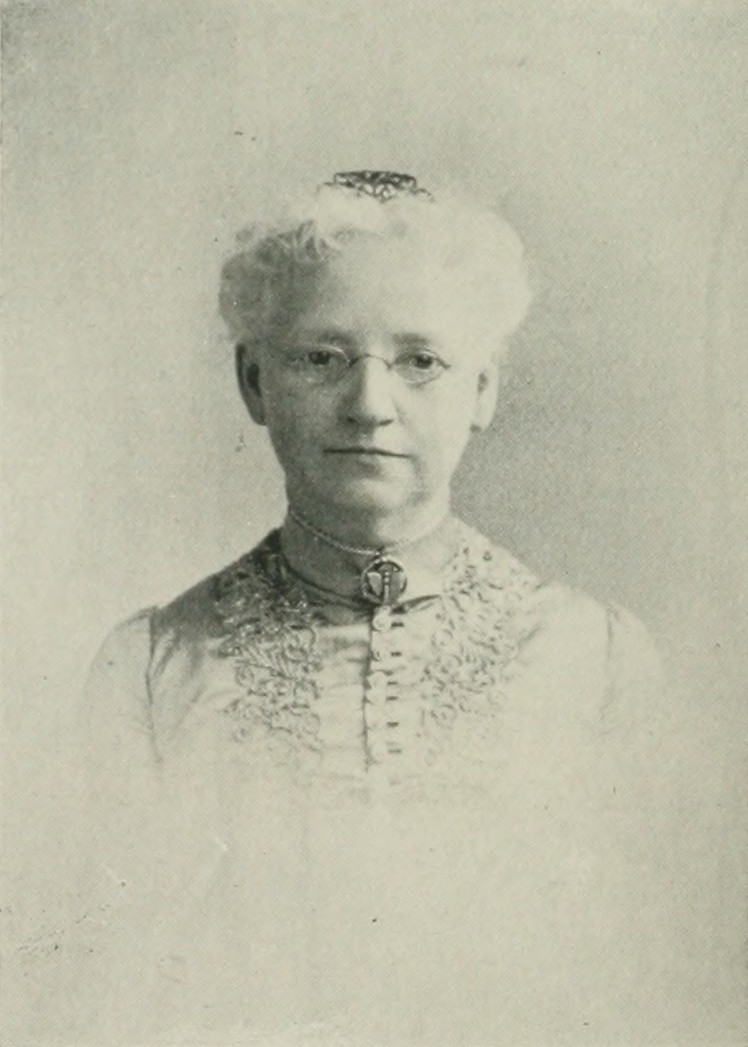
Portrait photographique de Martha Finley.

Entre Redwood et Hope Leslie, Catharine Sedgwick publie deux livres à l'attention de la jeunesse The Travellers en 1825 et The Deformed Boy en 1826. Même si ces livres sont dépassés et même illisibles de par leur sentimentalisme mièvre et misérabiliste, il demeure qu'à l'époque de leur publication la critique est positive. Le public de l'époque est friand de littérature édifiante, pieuse à destination des enfants comme la série des Elsie Dinsmore (en) de Martha Farquharson alias Martha Finley (en) ou The Wide, Wide World de Susan Warner. Cette réception encourage Catharine Sedgwick  à continuer à écrire des livres pour la jeunesse.  

### Vie privée
Catharine Maria Sedgwick meurt le 31 juillet 1867, elle repose au cimetière de Stockbridge dans le Massachusetts auprès de ses parents et ses frères,.

## Œuvres
Quand une œuvre est suivie d'un identifiant ISBN, cela signifie qu'elle a fait l'objet de rééditions récentes sous forme de fac-similé ou non, l'identifiant est celui, en principe, de la réédition la plus récente, sans préjuger d'autres rééditions antérieures ou ultérieures. La lecture accessible en ligne est, tant que se faire se peut, la lecture de l'édition originale.

### Romans
- A New England Tale : Or, Sketches Of New England Character And Manners, New York, Oxford University Press, USA (réimpr. 1995) (1re éd. 1822), 208 p. (ISBN 9780195093278, lire en ligne),
- Redwood : A Tale, vol. 1, New York, E. Bliss and E. White, 1824, 192 p. (ISBN 9781474467674, OCLC 1154918740, lire en ligne),
- Redwood : A Tale, vol. 2, New-York, E. Bliss and E. White, 1824, 302 p. (OCLC 85795252, lire en ligne),
- Hope Leslie : or, Early times in the Massachusetts, New York, White, Gallaher, and White, 1827, 388 p. (ISBN 9780486476872, OCLC 1138997401, lire en ligne),
- Clarence : or, a Tale of Our Own Times, Philadelphie, Pennsylvanie, Carey & Lea (réimpr. régulièrement réédité... 2022) (1re éd. 1 janvier 1830), 528 p. (ISBN 9781551118611, OCLC 659905784, lire en ligne)
- Home : a Story of New England Life, Boston, Massachusetts, James Munroe and Co (réimpr. régulièrement réédité... 2012) (1re éd. janvier 1835), 158 p. (ISBN 9781275776760, OCLC 11990936, lire en ligne),
- The Linwoods : or, "Sixty Years Since" in America, vol. 1, New York, Harper (réimpr. régulièrement réédité ... 2019) (1re éd. 1835), 296 p. (ISBN 9781275794559, OCLC 752444931, lire en ligne),
- The Linwoods : or, "Sixty Years Since" in America, vol. 2, New York, Harper (réimpr. régulièrement réédité... 2019) (1re éd. janvier 1835), 298 p. (ISBN 9781275795976, OCLC 551677803, lire en ligne),
- The Poor Rich Man And The Rich Poor Man, New-York, Harper & Brothers (réimpr. régulièrement réédité, 2015...) (1re éd. 1836), 204 p. (ISBN 9781473325081, OCLC 1167549781, lire en ligne),
- Live and Let Live : or, Domestic Service Illustrated, New York, Harpers (réimpr. régulièrement réédité ...2021) (1re éd. 1837), 240 p. (ISBN 9780371905319, OCLC 1180178, lire en ligne),
- The Boy of Mount Rhigi, Boston, Massachusetts, C.H. Peìrce (réimpr. régulièrement réédité... 2017) (1re éd. 1 janvier 1848), 272 p. (ISBN 9780243835089, OCLC 317097355, lire en ligne),
- Married or Single?, New York, Harper & Brothers (réimpr. régulièrement réédité... 2018) (1re éd. 1857), 276 p. (ISBN 9780649204687, OCLC 846073, lire en ligne),

### Biographies
- Poetical Remains of the Late Lucretia Maria Davidson, Philadelphie, Pennsylvanie, Lea and Blanchard (réimpr. régulièrement réédité... 2012) (1re éd. 1841), 324 p. (ISBN 9781411451957, OCLC 263174589, lire en ligne),
- Historical Sketches of the Old Painters, Boston, Massachusetts, E.J. Peet, 1845, 364 p. (OCLC 848563720, lire en ligne),
- Memoir of Joseph Curtis : a Model Man, New York, Harper & Brothers (réimpr. régulièrement réédité... 2007) (1re éd. 1858), 2002 p. (ISBN 9781428620254, OCLC 183095902, lire en ligne),

### Correspondances
- Letters From Abroad to Kindred at Home, vol. 1, New-York, Harper & Brothers, 1841, 318 p. (OCLC 309799833, lire en ligne),
- Letters From Abroad to Kindred at Home, vol. 2, New York, Harper & Brothers, 1841, 306 p. (OCLC 309799833, lire en ligne),
- Mary E. Dewey (dir.), Life and Letters of Catharine M. Sedgwick, New York, Harper & Bros., coll. « Cairns Collection of American Women Writers » (réimpr. 2007, 2012, 2018) (1re éd. 1871), 472 p. (ISBN 9780342685271, OCLC 568275, lire en ligne),

### Livres pour enfants
- The Travellers : A Tale : Designed for Young People, New-York, E. Bliss and E. White (réimpr. régulièrement réédité... 2021) (1re éd. 1825), 180 p. (ISBN 9780461654684, OCLC 11990873, lire en ligne),
- The Deformed Boy, Boston, Massachusetts, Munroe and Francis (1re éd. 1826) (OCLC 78758752),
- A Love Token for Children : Designed for Sunday-School Libraries., New-York, Harper & Bros. (réimpr. régulièrement réédité ... 2012) (1re éd. 1838), 170 p. (ISBN 9781275781344, OCLC 5423052, lire en ligne),
- The Boy of Mount Rhigi, Boston, Massachusetts, C.H. Peìrce (réimpr. régulièrement réédité ... 2020) (1re éd. 1847), 270 p. (ISBN 9780243835089, OCLC 317097355, lire en ligne),

### Journal et autobiographie
- (en-US) Mary Kelley (dir.), The Power of Her Sympathy : The Autobiography and Journal of Catherine Maria Sedgwick, Boston, Massachusetts, Massachusetts Historical Society, coll. « Cairns Collection of American Women Writers » (réimpr. 2005) (1re éd. 1993), 188 p. (ISBN 9781555535483, OCLC 28584856, lire en ligne),

## Archives
Les archives de Catharine Maria Sedgwick sont déposées et consultables auprès de la Massachusetts Historical Society.